# Alain Mimoun
Alain (Ali) Mimoun Ould Kacha (El Telagh, 1 januari 1921 – Champigny, 28 juni 2013) was een Franse atleet, die gespecialiseerd was in de marathon. Hij werd olympisch kampioen en meervoudig Frans kampioen in deze discipline.

## Biografie

### Jeugd en WO II
Alain Mimoun werd geboren in El Telagh in Algerije in een arm boerengezin, als oudste van zeven kinderen. Het was vooral zijn moeders wens dat hij onderwijzer zou worden, maar ondanks het feit dat hij zijn lagere schoolopleiding met de kwalificatie 'goed' wist af te sluiten, werd hem een studiebeurs geweigerd. Toen vervolgens de Tweede Wereldoorlog uitbrak, kwam hij, nog geen negentien jaar oud, in het leger terecht en werd hij naar de Belgische grens gezonden. Na de Slag om Frankrijk en de daarop volgende gedeeltelijke bezetting door de Duitsers, werd hij in eerste instantie in Bourg-en-Bresse gelegerd, waar hij voor het eerst met de sport in aanraking kwam, hoofdzakelijk voetbal, fietsen en lopen.
Terug in Algerije nam Mimoun, nog steeds als militair, deel aan de Slag om Tunesië, die woedde van november 1942 tot mei 1943, in het bijzonder aan de Slag om El Guettar.
Vervolgens nam hij als korporaal in het 83ste Geniebataljon deel aan de Italiaanse Veldtocht. Tijdens de Slag om Monte Cassino raakte hij op 28 januari 1944 zwaar gewond aan zijn voet, zo zwaar dat het er even naar uitzag dat zijn voet moest worden geamputeerd. Dit kon echter worden voorkomen en hij herstelde zodanig van zijn verwondingen, dat hij op 15 augustus 1944 kon deelnemen aan Operatie Dragoon. Na de oorlog werd zijn bataljon onderscheiden met het Croix de guerre. Mimoun zelf werd na de oorlog ober in het stadion 'Croix-Catelan' van de Racing Club de France in het Bois de Boulogne te Parijs.
Na de oorlog richtte hij zich serieus op de atletieksport en domineerde hij vanaf 1947 jarenlang het langeafstandslopen in Frankrijk. Hij werd veelvoudig Frans kampioen op de 5000 m en de 10.000 m.

### Tweede achter Zatopek
Die dominantie zou er ook op mondiaal niveau hebben kunnen zijn, ware het niet dat Mimoun de Tsjech Emil Zátopek op zijn pad trof. Deze hield hem van het olympisch goud af op de Olympische Spelen van 1948 en 1952. Mimoun won tweemaal zilver op de 10.000 m in 1948 en 1952 en behaalde in 1948 een derde zilveren medaille op de 5000, weer achter Zátopek. En ook op de Europese kampioenschappen van 1950 in Brussel moest hij op beide afstanden genoegen nemen met het zilver achter de Tsjech.

### Olympisch kampioen
Zátopek en Mimoun waren grote rivalen en vrienden. Zij streden tegen elkaar op de olympische marathon tijdens de Olympische Zomerspelen 1956. Op de dag van de marathon was het extreem heet in Melbourne. Zátopek, die een hernia had en zes weken eerder was geopereerd, had erg te lijden onder de hitte. Mimoun daarentegen leek op te leven toen de temperatuur tot 36 °C opliep. Mimoun won uiteindelijk de wedstrijd, nadat hij de vorige dag vader was geworden. Zijn dochter werd Olympe genoemd.
Op de finish wachtte hij op zijn vriend, die zesde werd. Zátopek, duizelig door de temperatuur, keek naar Mimoun, die zei: "Emil, why don’t you congratulate me? I am an Olympic champion. It was I who won." Vervolgens omarmden Mimoun en Zátopek elkaar. Mimoun noemde dit moment waardevoller dan zijn gouden medaille.

### Nationale held
Mimoun zette na Melbourne zijn actieve carrière voort. Hij was lid van het Franse olympische team voor de Olympische Spelen van Rome in 1960. Mimoun won zijn laatste nationale kampioenschap in 1966, twintig jaar na zijn debuut. Hij werd een nationale held in Frankrijk. Meer dan dertig gymnasiums en een stadion in Bugeat zijn naar hem vernoemd.
In zijn actieve tijd was hij aangesloten bij Racing Club de France in Parijs.

## Titels
- Olympisch kampioen marathon - 1956
- Internationaal kampioen veldlopen - 1949, 1952, 1954, 1956
- Kampioen Middellandse Zeespelen 5000 m - 1951, 1955
- Kampioen Middellandse Zeespelen 10.000 m - 1951, 1955
- Noord-Afrikaans kampioen veldlopen - 1942
- Frans kampioen 5000 m - 1947, 1949, 1951, 1952, 1953, 1954, 1955, 1956
- Frans kampioen 10.000 m - 1947, 1949, 1950, 1951, 1952, 1953, 1954, 1955, 1956, 1957, 1958, 1959
- Frans kampioen marathon - 1958, 1959, 1960, 1964, 1965, 1966
- Frans kampioen veldlopen - 1950, 1951, 1952, 1954, 1956, 1959

## Persoonlijke records
| Onderdeel | Prestatie              | Datum            | Plaats    |
| --------- | ---------------------- | ---------------- | --------- |
| 3000 m    | 8.22,0                 | 1962             |           |
| 5000 m    | 14.07,4 (ex-nat. rec.) | 24 juli 1952     | Helsinki  |
| 10.000 m  | 29.13,4 (ex-nat. rec.) | 9 september 1956 | Warschau  |
| 1 uur     | 19.364 m               | 1956             |           |
| marathon  | 2:25.00                | 1 december 1956  | Melbourne |

## Palmares

### 5000 m
- 1947:  Franse kamp. in Colombes - 15.04,0
- 1947:  FRA vs Tsjecho-Slowakije in Praag - 15.12,8
- 1948: 6e in series OS in Londen - 15.11,2
- 1948:  Tsjecho-Slowakije vs FRA in Colombes - 15.09,2
- 1949:  Franse kamp. in Colombes - 14.40,8
- 1950:  EK in Brussel - 14.26,0
- 1951:  Frankrijk vs België in Brussel - 14.24,6
- 1951:  Franse kamp. in Colombes - 14.41,6
- 1951:  Frankrijk vs Finland in Helsinki - 14.25,8
- 1951:  Middellandse Zeespelen in Alexandrië - 14.38,3
- 1952:  Franse kamp. in Colombes - 14.30,0
- 1952:  OS in Helsinki - 14.07,4
- 1952:  Finland vs Frankrijk in Colombes - 14.29,0
- 1953:  Franse kamp. in Colombes - 14.39,6
- 1953:  Frankrijk vs Finland in Helsinki - 14.28,4
- 1953:  Zweden vs Frankrijk in Colombes - 14.29,2
- 1954:  Franse kamp. in Colombes - 14.31,6
- 1955:  Middellandse Zeespelen in Barcelona - 14.27,6
- 1955:  Franse kamp. in Colombes - 14.37,0
- 1956:  Franse kamp. in Colombes - 14.35,0

### 10.000 m
- 1947:  Franse kamp. in Colombes - 31.21,0
- 1948:  OS in Londen - 30.47,4
- 1949:  Franse kamp. in Colombes - 31.28,2
- 1950:  Franse kamp. in Colombes - 31.09,4
- 1950:  EK in Brussel - 30.21,0
- 1951:  Franse kamp. in Colombes - 30.01,4
- 1951:  Zweden vs Frankrijk in Colombes - 30.18,2
- 1951:  Middellandse Zeespelen in Alexandrië - 31.07,9
- 1952:  Franse kamp. in Colombes - 30.54,8
- 1952:  België vs Frankrijk - 30.30,4
- 1952:  OS in Helsinki - 29.32,8
- 1952:  Groot-Brittannië vs Frankrijk in Colombes - 30.10,4
- 1952:  Frankrijk vs Zweden in Stockholm - 29.29,4
- 1952:  Finland vs Frankrijk in Colombes - 29.49,2
- 1953:  Franse kamp. in Colombes - 30.25,4
- 1953:  Frankrijk vs Finland in Helsinki - 29.51,0
- 1953:  Zweden vs Frankrijk in Colombes - 30.12,8
- 1954:  Franse kamp. in Colombes - 30.25,4
- 1955:  Middellandse Zeespelen in Barcelona - 30.23,6
- 1955:  Franse kamp. in Colombes - 30.27,0
- 1956:  Franse kamp. in Colombes - 30.22,0
- 1956: 12e OS in Melbourne - 30.18,0
- 1957:  Franse kamp. in Colombes - 30.27,4
- 1958:  Franse kamp. in Colombes - 30.17,2
- 1958: 7e EK in Stockholm - 29.30,6
- 1959:  Six Nations Meeting in Duisburg - 30.32,6
- 1959:  Franse kamp. in Parijs - 31.02,2
- 1959:  FRA vs NOR in Oslo - 30.24,8
- 1959:  FRA vs GRE in Athene - 30.45,0
- 1959:  SWE vs FRA in Parijs - 30.40,2
- 1961: 4e Franse kamp. in Parijs - 30.39,2
- 1963:  Franse kamp. in Avranches - 30.39,8
- 1964:  FRA- C team vs POR in Lissabon - 31.14,6
- 1964: 3?e Franse kamp. in Cambrai - 29.57,4

### 10 km
- 1959:  Franse kamp. in Le Tremblay - 39.27,4

### 20 km
- 1975:  Draveil - 1:08.33

### 50 km
- 1975:  Niort - 3:22.59

### marathon
- 1956:  OS in Melbourne - 2:25.00
- 1958:  Franse kamp. Colombes - 2:25.29,3
- 1958: DNF EK
- 1959:  Franse kamo. Colombes - 2:23.41
- 1960:  Franse kamp. in Fontainebleau - 2:31.54,4
- 1960: 34e OS in Rome - 2:31.20
- 1963:  Franse kamp. in Fontainebleau - 2:33.18,8
- 1964:  Franse kamp. in Fontainebleau - 2:28.55
- 1965:  Franse kamp. in Fontainebleau - 2:30.19
- 1966:  Franse kamp. in Fontainebleau - 2:25.40,6
- 1968: 5e Franse kamp. in Fontainebleau - 2:37.41
- 1972: 36e marathon van Angers - 2:52.26
- 1972:  marathon van Reims - 2:34.36,2
- 1976:  marathon van Pau - 2:47.54
- 1979: 104e marathon van Parijs - 3:00.53
- 1980: 40e marathon van Parijs - 2:49.45
- 1982: 10e marathon van La Rochelle - 3:01.47

### veldlopen
- 1949:  landencross in Dublin - 47.50
- 1950:  Franse kamp. in Vincennes - onbekende tijd
- 1950:  landencross in Brussel - 45.50
- 1951:  Franse kamp. in Vincennes - onbekende tijd
- 1952:  Franse kamp. in Vincennes - onbekende tijd
- 1952:  landencross in Hamilton - 48.19
- 1954:  Franse kamp. in Vincennes - onbekende tijd
- 1954:  landencross in Birmingham - 47.51
- 1956:  Franse kamp. in Nantes - onbekende tijd
- 1956:  landencross in Belfast - 45.18
- 1958:  landencross in Cardiff - 46.30
- 1959:  Franse kamp. - onbekende tijd
- 1959: 6e WK in Lissabon - 43.15,4
- 1960: 18e WK in Glasgow - onbekende tijd
- 1961: 24e WK in Nantes - onbekende tijd
- 1962: 26e WK in Sheffield - onbekende tijd
- 1964: 18e WK in Dublin - 41.40

## Onderscheidingen
- Abebe Bikila Award - 1991

1896: Spiridon Louis ·
1900: Michel Théato ·
1904: Thomas J. Hicks ·
1908: John Hayes ·
1912: Kenneth McArthur ·
1920: Hannes Kolehmainen ·
1924: Albin Stenroos ·
1928: Ahmed Boughéra El Ouafi ·
1932: Juan Carlos Zabala ·
1936: Sohn Kee-chung ·
1948: Delfo Cabrera ·
1952: Emil Zátopek ·
1956: Alain Mimoun ·
1960: Abebe Bikila ·
1964: Abebe Bikila ·
1968: Mamo Wolde ·
1972: Frank Shorter ·
1976: Waldemar Cierpinski ·
1980: Waldemar Cierpinski ·
1984: Carlos Lopes ·
1988: Gelindo Bordin ·
1992: Hwang Young-cho ·
1996: Josia Thugwane ·
2000: Gezahegne Abera ·
2004: Stefano Baldini ·
2008: Samuel Wanjiru ·
2012: Stephen Kiprotich ·
2016: Eliud Kipchoge ·
2020: Eliud Kipchoge ·
2024: Tamirat Tola
- Bibliothèque nationale de France: cb16609500k (data)
- International Standard Name Identifier: 0000 0003 5758 7538
- Library of Congress Control Number: nb2012023864
- Système universitaire de documentation: 075661101
- Virtual International Authority File: 198717164
- WorldCat: E39PBJyrQhx6PWW9DDrfYBGrbd